# 中华人民共和国第十届全运会赛艇比赛
中華人民共和國第十屆全運會赛艇比賽於2005年10月10日至14日在玄武湖畔的南京市水上运动学校举行，共22个代表队、568名运动员、226条艇参加比赛。比赛设16个小项：
- 男子（8项）：单人双桨、双人双桨、四人双桨、双人单桨无舵手、四人单桨无舵手、八人单桨有舵手、轻量级双人双桨、轻量级四人单桨无舵手
- 女子（8项）：单人双桨、双人双桨、四人双桨、双人单桨无舵手、四人单桨无舵手、八人单桨有舵手、轻量级双人双桨、轻量级四人单桨无舵手

## 奖牌分布情况

### 男子
| 項目                 | 金牌                                                                 | 银牌                                                               | 铜牌                                                             |
| 单人双桨             | 崔永辉（河北）                                                       | 苏辉（陕西）                                                       | 陈征（湖北）                                                     |
| 双人双桨             | 曲曉明／周強（广东）                                                 | 崔永輝／孫萬水（河北）                                             | 張順銀／陳鑫（四川）                                             |
| 四人双桨             | 曲曉明 周強 于洪亮 曲天行（广东）                                    | 王震博 何翌 周意男 朱一力（上海）                                  | 華凌軍 曹磊 李小華 蘇輝（陕西）                                  |
| 双人单桨无舵手       | 孫健/王向黨（福建）                                                  | 孔張明/吳林（浙江）                                                | 李興海/張永強（广东）                                            |
| 四人单桨无舵手       | 張廣衡 郭曉兵 董文峰 季仁旭（广东）                                  | 崔樹林 王波 王衛濤 尹東（江苏）                                    | 楊通海 張二新 鄭兵 胡高陽（河南）                                |
| 八人单桨有舵手       | 李興海 張永強 張洋 畢成龍 張廣衡 郭曉兵 董文峰 季仁旭 許榮萍（广东） | 王峰 郭書敏 胡高陽 侯中偉 黎二良 呂書亮 楊通海 張二新 鄭兵（河南） | 彭業偉 崔樹林 王波 王衛濤 尹東 馬歡歡 張猛 方永彩 李仁傑（江苏） |
| 轻量级双人双桨       | 蔣勇/吳崇久（江苏）                                                  | 朱智福/謝軍（江西）                                                | 梁友祥/陳海平（福建）                                            |
| 轻量级四人单桨无舵手 | 徐德寧 張喜鵬 張國亮 周國洋（辽宁）                                  | 雙魚 續繼偉 白驥龍 呂卿（陕西）                                    | 張祚梁 李春鵬 朱盡螢 王濤（江苏）                                |

### 女子
| 項目           | 金牌                                                               | 银牌                                                                 | 铜牌                                                      |
| 单人双桨       | 金紫薇（江西）                                                     | 奚爱华（山東）                                                       | 党俊玲（河南）                                            |
| 双人双桨       | 馮桂鑫/金紫薇（江西）                                              | 黨俊玲/劉麗娟（河南）                                                | 羅秀華/李勤（四川）                                       |
| 四人双桨       | 高玉蘭 馮桂鑫 吳優 （江西）                                        | 楊燕 童蘊毅 屠芬琴 吳麗萍（浙江）                                    | 於靜 趙莉娟 劉麗娟 謝志英（河南）                         |
| 双人单桨无舵手 | 殷曉蓓/郝慧（上海）                                                | 閻曉霞/趙桂鳳（辽宁）                                                | 李彤/李萌（北京）                                         |
| 四人单桨无舵手 | 唐賓 田靚 趙萍 李曉娜（辽宁）                                      | 王秋 葉秀梅 閻娜 禹飛（北京）                                        | 張玉英 王傑 叢煥玲（广东）                                |
| 八人单桨有舵手 | 殷曉蓓 馮雪玲 張玉 趙玉琴 馮文文 郝慧 李菊菊 顧曉黎 黃梅雙（上海） | 洪藝嬌 張亞男 王君慧 潘越男 嚴炎鳳 劉曉燕 劉琳 高艷華 王淑娟（福建） | 胡竺君 張茹 張玉英 吳婉路 叢煥玲 劉娜 王傑 麥丹妮（广东） |
| 轻量级双人双桨 | 徐東香/陳愛娜（浙江）                                              | 譚美雲/陳海霞（广东）                                                | 余華/傅鳳珺（北京）                                       |
| 輕量級四人雙槳 | 徐東香 陳愛娜 王楠楠 嚴詩敏（浙江）                                | 歐紹燕 譚美雲 陳海霞 汪艷妮（广东）                                  | 馬麗 馮玉 孫月 劉憬（福建）                               |

## 奖牌榜
| 名次 | 代表團 | 金牌 | 銀牌 | 銅牌 | 總數 |
| ---- | ------ | ---- | ---- | ---- | ---- |
| 1    | 广东   | 4    | 2    | 3    | 9    |
| 2    | 江西   | 3    | 1    | 0    | 4    |
| 3    | 浙江   | 2    | 2    | 0    | 4    |
| 4    | 辽宁   | 2    | 1    | 0    | 3    |
| 4    | 上海   | 2    | 1    | 0    | 3    |
| 6    | 江苏   | 1    | 1    | 2    | 4    |
| 6    | 福建   | 1    | 1    | 2    | 4    |
| 8    | 河北   | 1    | 1    | 0    | 2    |
| 9    | 河南   | 0    | 2    | 3    | 5    |
| 10   | 陕西   | 0    | 2    | 1    | 3    |
| 11   | 北京   | 0    | 1    | 2    | 3    |
| 12   | 山東   | 0    | 1    | 0    | 1    |
| 13   | 四川   | 0    | 0    | 2    | 2    |
| 14   | 湖北   | 0    | 0    | 1    | 1    |
| 總計 | 總計   | 16   | 16   | 16   | 48   |